# Трилогія Макова війна
«Макова війна» (англ. «The Poppy War») — дебютна трилогія китайсько-американської письменниці Ребекки Кван у жанрі фентезі. Роман натхненний кривавою історією Китаю 20-го століття. Перша частина трилогії, яка дала назву всій серії  "Макова війна" була опублікована 2018 року в американському видавництві Harper Voyager. Наступні частини "Республіка Дракона" і "Полум'яний Бог" були опубліковані у 2019 та 2020 роках. Український переклад книжок Ребекки Кван з’явився протягом 2022-2023 років завдяки видавництву «Жорж». 

## Сюжет
Ця історія розповідає про Фан Жунінь, відому як Жинь, дівчину-сироту з невеликої фермерської провінції в імперії Нікань, яка відчайдушно намагається втекти зі шляху, призначеного для неї. Після успішного складання загальноімперського академічного іспиту Кеджу, Жинь отримує можливість навчатися в Сінеґардській академії — елітній військовій школі в одному з найбагатших регіонів Імперії.
Нічого в школі для дівчини не дається легко — її заможні однокласники, які виросли в Сінеґарді, глузують з неї через відсутність освіти, південний акцент і темний колір шкіри. Проте Жинь має наполегливість і рішучість, завдяки чому вона перевершує багатьох у своєму класі.
Заглиблюючись у вивчення давньої історії свого народу, дівчина дізнається більше про шаманізм, мистецтво магії, яке дає змогу людям стати провідниками богів. Але шаманізм пов'язаний з величезними ризиками.
Навчання Жинь в академії завершується з початком війни — третьої Макової війни, в новітній історії Нікані. Дівчина приєднується до невеликого, спеціалізованого військового підрозділу, який виконує небезпечні й відповідальні місії з високими ставками. 
Перша половина книги розгортається в академії, тоді як друга — повністю пронизана воєнними діями на передовій. Роман переходить від історії про знання та науку до темної історії про насильство та боротьбу за виживання.

## Серія
- Макова війна (англ. The Poppy War) - 1 травня 2018 р.
- Республіка Дракона (англ. The Dragon Republic) - 6 серпня 2019 р.
- Полум'яний Бог (англ. The Burning God) - 17 листопада 2020 р.

## Тригери
Оскільки за своєю суттю трилогія «Макова війна» — це невідфільтрований погляд на жорстокість насильницької війни та те, як її наслідки залишають тривалий вплив на покоління, ось тригери, з якими варто ознайомитись до прочитання книжки: війна, вживання наркотиків, наркоманія, самопошкодження, расизм, мізогінія, геноцид, насильство, смерть тварин, жорстоке поводження з тваринами, тортури, вбивства дітей і дорослих, зґвалтування, каліцтво, експерименти над людьми.

## Історичний контекст
Події трилогії «Макова війна» розгортаються в стародавньому Китаї, проте сюжетна лінія черпає натхнення з історичних подій, зокрема з Другої китайсько-японської війни, яка описана в «Маковій війні», а також з Громадянської війни в Китаї, що розгортається в «Республіці Дракона» і «Полум’яному бозі».
У книзі присутня карта, яка відображає прямі паралелі з реальним світом: імперія Нікань — Китай, Федерація Муґень — Японії, а острів Спір найбільше нагадує Тайвань. Трилогія також розглядає вплив західного імперіалізму та колоніалізму через призму призахідників.

### Опіумні війни (1839–42), (1856–60)
У середині XIX століття Китай виступив проти торгівлі опіумом, яку активно здійснювало Сполучене Королівство Великобританії на його території. Це призвело до спалаху двох війн, які отримали назву Опіумних воєн. Перша Опіумна війна (1839–1842) завершилася поразкою Китаю, і згідно з мирним договором Велика Британія отримала острів Гонконг на умовах довічної оренди, а також відкрила власні торгові представництва в різних містах. Це створило сприятливі умови для британської колоніальної торгівлі. Однак, разом з цим, ця війна стала початком тривалого періоду громадянських турбулентностей в Китаї та призвела до втручання європейських держав і значного зменшення населення країни.
Під час Тайпінського повстання (1850–1864), спрямованого проти правління маньчжурської династії Цин, Сполучене Королівство Великобританії вирішило скористатися ще більшим послабленням Китаю і розширити свої позиції. Згодом це протистояння перетворилося на Другу опіумну війну, відому також як Англо-франко-китайська війна (1856–1860), яка завершилася повною перемогою британців і французів.

### Друга китайсько-японська війна (1937–1945)
Основна частина «Макової війни» розповідає про Другу китайсько-японську війну між Китайською Республікою та Японією, яка на практиці вважається Другою світовою війною у Східній Азії. Важливо зазначити, що хоча Ребекка Кван не уникає показу жорстокості, що була скоєна японськими солдатами, вона наголошує в інтерв'ю, що книжкова серія не спрямована на прославлення насильства.
Дві ключові події, які відображені в книзі,  — це зґвалтування в Нанкіні (розділ 21) і діяльність загону 731, а найжорстокіші сцени, за словами Кван, «були прямо взяті з історичних джерел». Зґвалтування в Нанкіні часто називають «забутим Голокостом», оскільки про ці події мало говорили до 1980-х і 90-х років. Протягом 6 тижнів у місті Нанкін було замучено, зґвалтовано та вбито понад 300 000 китайських солдатів і мирних жителів.
Подібні травматичні події відбувалися в інших китайських містах, які були захоплені японськими солдатами, але зґвалтування в Нанкіні є найкраще задокументованим. Жорстокість японської імперії виходила за межі вбивств і охоплювала експерименти над китайськими воїнами, а загін 731 був відповідальний за найганебніші військові злочини в історії, зокрема використання біологічної та хімічної війни.

### Громадянська війна в Китаї (1945–1949)
«Республіка Дракона» і «Полум’яний бог» розповідають про громадянську війну в Китаї. Далі в тексті будуть спойлери, оскільки сюжет книги натхненний історією.
На фоні Другої китайсько-японської війни Китай перебував у громадянській війні між націоналістами (Гоміньдан або Китайська націоналістична партія) під керівництвом Чан Кайші та комуністами під керівництвом Мао Цзедуна. Націоналісти прагнули до перетворення політичної системи на республіку або демократію, тоді як комуністи, зрозуміло, пропагували комунізм.
Хоча Тайвань був анексований китайцями під час династії Цін, він став японською колонією до кінця Другої світової війни. Після поразки націоналістів у громадянській війні в Китаї, вони відступили на Тайвань з надією відновити свої сили і повернутися на материк.
Цікаво, що у Тайвані існує дві основні політичні партії — Китайська націоналістична партія (Гоміньдан) та Демократична прогресивна партія (ДПП). Китайська націоналістична партія стверджує, що материковий Китай має приєднатися до Тайваню, тоді як ДПП вважає, що Тайвань ніколи не стане частиною Китайської Народної Республіки і залишається незалежною країною.
У «Республіці Дракона» Жинь розуміє, що Республіка насправді не мала наміру керувати інакше, ніж попередні політичні режими. Вони просто прагнули замінити імператрицю Су Дадзі, що правила тоді, на когось іншого. Хоча націоналісти виступали за перетворення уряду на республіку, фактично вони керували військовою диктатурою в Китаї та на Тайвані після поразки у громадянській війні.

### Великий китайський голод (1959–1961)
Хоча трилогія не деталізує Великий китайський голод, в «Полум’яному бозі» присутні натяки на цю подію. 
«Через десять років після того, як Мао Цзедун і Комуністична партія прийшли до влади в 1949 році, пообіцявши служити людям, найбільша техногенна катастрофа в історії переслідує і без того збіднілу землю. Великий голод залишається табу в Китаї, де його евфемістично називають трьома роками стихійних лих або трьома роками труднощів. Кількість загиблих вражає (за оцінками, щонайменше 45 мільйонів). Це в 450 разів більше, ніж кількість людей, загиблих від атомної бомби, скинутої на Нагасакі... і більше, ніж кількість людей, загиблих у Першій світовій війні».

## Паралелі персонажів
Фан Жунінь = Мао Цзедун
Фан жунінь, або Жинь, є сиротою війни, яка після успішної здачі Кеджу — загальнонаціонального іспиту — отримує можливість вступити до найпрестижнішої військової академії країни Сінеґард. Тут Жинь виявляє свої здібності до шаманства та здатність викликати силу богів.

Перш за все, важливо зрозуміти, що Жинь була свідомо створена як антигерой. Ми не повинні погоджуватися з усіма її діями, оскільки Жинь бере натхнення з Мао Цзедуна, однієї з найсуперечливіших постатей в історії. Відомо, що Мао Цзедун мав жорстокий підхід, і його цитата «Коли немає їжі, люди помирають з голоду. Краще дозволити половині людей загинути, щоб інші сито наїлися» є цьому підтвердженням.
«Питання, яке намагається дати трилогія, таке: як комусь вдається перетворитися з нерелевантного, глухого селянина в диктатора з манією величі, здатного вбити мільйони людей? Мене завжди цікавило, як люди стають убивцями чи виконавцями геноциду» — Ребекка Кван. 
Їнь Неджа = Цзян Цзін-го
Можна припустити, що Неджа відображає Чан Кайші, але, отримавши пояснення від Ребекки Кван виявилось, що Вейсжа насправді більше відповідає образу Чан Кай-Ші, а Неджа нагадує його сина Цзян Цзін-го, який спостерігав за поступовим відкриттям політичної сфери в Тайвані.
У романі «Республіка Дракона» багато з цих елементів стають зрозумілішими, коли ми дізнаємося, що Леді Сайкхажа, дружина Вейсжі і мати Неджі, провела деякий час на Заході, налагоджуючи дружні стосунки з призахідниками. Це відтворює аналогію до дружини Чан Кайші, яка також була християнкою і отримала освіту в США.

## 12 провінцій
У цій трилогії провінції отримали назви, відповідні дванадцяти китайським знакам зодіаку: Щур, Бик, Тигр, Кролик, Дракон, Змія, Кінь, Вівця, Мавпа, Півень, Собака і Свиня. Можна розглядати це як китайський варіант гороскопу, де не місяць народження, а рік народження визначає знак зодіаку людини.

## Військова стратегія
У Сінеґарді один з підручників військової тактики отримав назву «Принципи війни» на честь «Мистецтва війни» Сунь Цзи. Ребекка використовує численні історичні битви для створення подій, які відбуваються в книжці «Республіка Дракона». Одним з визначних історичних подій є повінь 1938 року в річці Хуанхе, яку називають «найбільшим актом екологічної війни в історії».
Під час другої китайсько-японської війни, націоналістичний уряд у центральному Китаї цілеспрямовано зруйнував велику дамбу, намагаючись зупинити швидкий наступ японських військ. Мораль та стратегічне значення цієї повені зазнали гострої критики, оскільки вона призвела до 800 000 жертв та 3 мільйонів біженців.

## Нагороди
Найкращий дебютний фентезійний роман за версією «Reddit Fantasy Award».
Переможець «Compton Crook Award» та «Crawford Award».
Фіналіст «Locus Award» і «Nebula Award».